# Redding (Falkirk)
Pour les articles homonymes, voir Redding.
Redding est un village dans le Falkirk, en Écosse.